# Jack Lukeman
Jack Lukeman (født Seán Loughman d. 11. februar 1973) er en irsk sangskriver, musiker, musikproducer og sanger. Han er også kendt under navnet Jack L. Han optræder på både engelsk, irsk, fransk, tysk, tjekkisk og Maori
Han optræder sammen med en lang række andre irske kunstnere og bands som U2, The Dubliners, The Chieftains, Shane MacGowan og Sinead O'Connor m.fl. på sangen "The Ballad of Ronnie Drew", en hyldest sang til Ronnie Drew der blev udgivet i 2008.

## Diskograf

### Studiealbums
- 1995 Wax med The Black Romantics
- 1997 Acoustico
- 1999 Metropolis Blue
- 2001 Universe
- 2002 Songs From The Little Universe Show
- 2005 The Amsterdam Album
- 2005 The Brussels Album
- 2006 Broken Songs
- 2008 Burn On
- 2009 The Story So Far – The Essential Collection

### Singler
- 1995 "If We Only Have Love"
- 1998 "Tremendous"
- 1998 "Summer Wind"
- 1998 "Georgie Boy"
- 1999 "Ode To Ed Wood"
- 2000 "Rooftop Lullaby"
- 2001 "So Far Gone"
- 2001 "Don't Fall In Love"
- 2002 "Can't Get You Out Of My Head"
- 2003 "Jacky"